# Sleigh Ride
"Sleigh Ride" é uma canção natalina do trio norte-americano TLC, lançado em 1993 para a trilha sonora do filme Esqueceram de Mim 2. A canção foi a menos sucedida do grupo entrando em poucas tabelas da Billboard.

## Faixas

### US CD Single
1. . (album version)
2. . (radio edit)
3. . (single edit)

### US Vinyl
- Side A:

1. . (DJ- Pop Remix)[1]
2. . (rhytm mix)
3. . (acappella)

- Side B:

1. . (instrumental)
2. . (remix accappella)
3. . (Poi eroll remix)